# لي جورمان
لي جورمان (بالإنجليزية: Leigh Gorman)‏ هو عازف قيثارة بريطاني، ولد في 11 ديسمبر 1961 في لندن في المملكة المتحدة.

## وصلات خارجية
- الموقع الرسمي
- لي جورمان على موقع IMDb (الإنجليزية)
- لي جورمان على موقع ميوزك برينز (الإنجليزية)
- لي جورمان على موقع ديسكوغز (الإنجليزية)